# Octhispa annulipes
Octhispa annulipes es una especie de insecto coleóptero de la familia Chrysomelidae.
Fue descrita científicamente en 1894 por George Charles Champion.